# Scopula impropriaria
Scopula impropriaria là một loài bướm đêm trong họ Geometridae.